# لوحات تسجيل المركبات في أوزبكستان
بدأت لوحات تسجيل المركبات في أوزبكستان في عام 1996. وبدأت النسخة الحالية في عام 2009.